# St. Michael’s and All Angels Church (Sandakan)

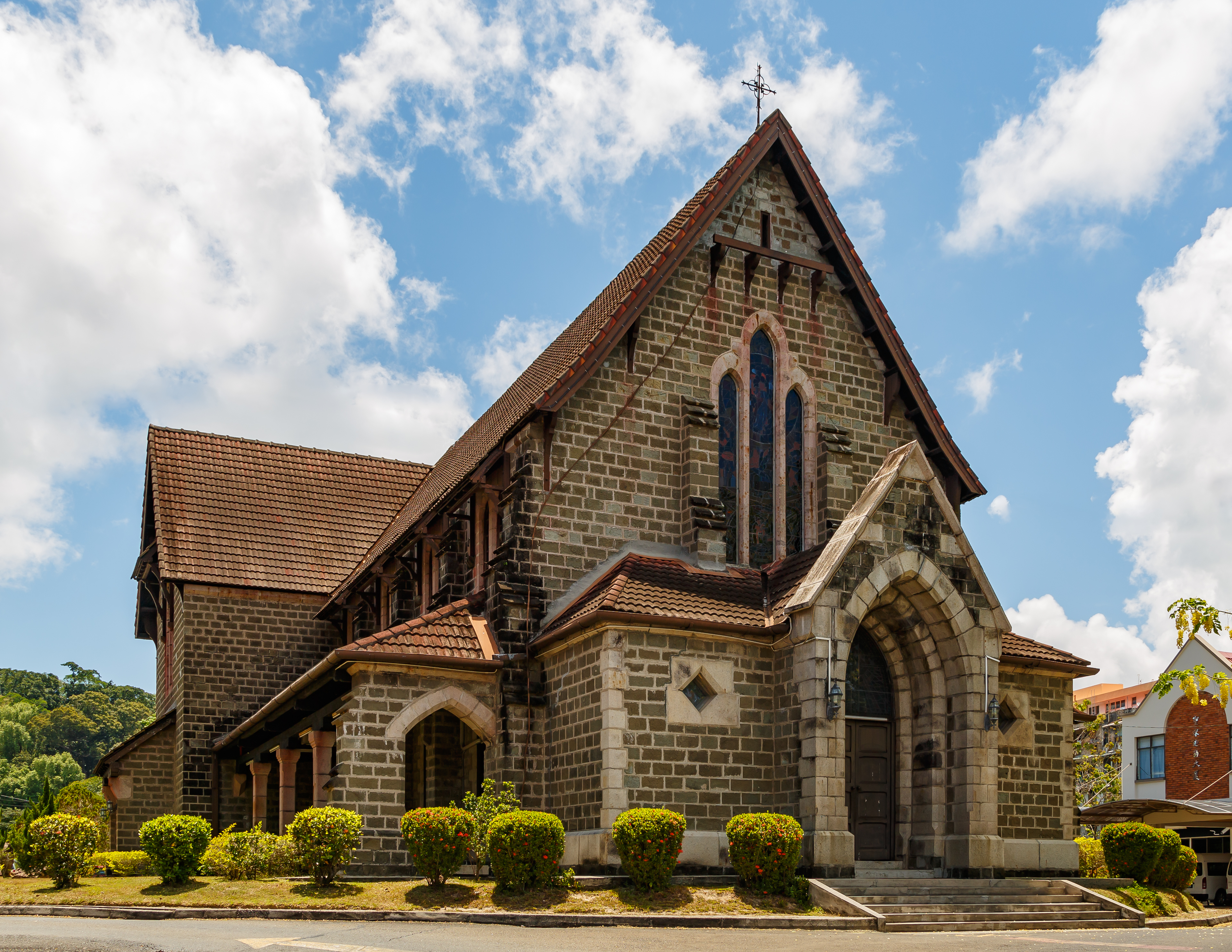
Die Kirche St. Michael

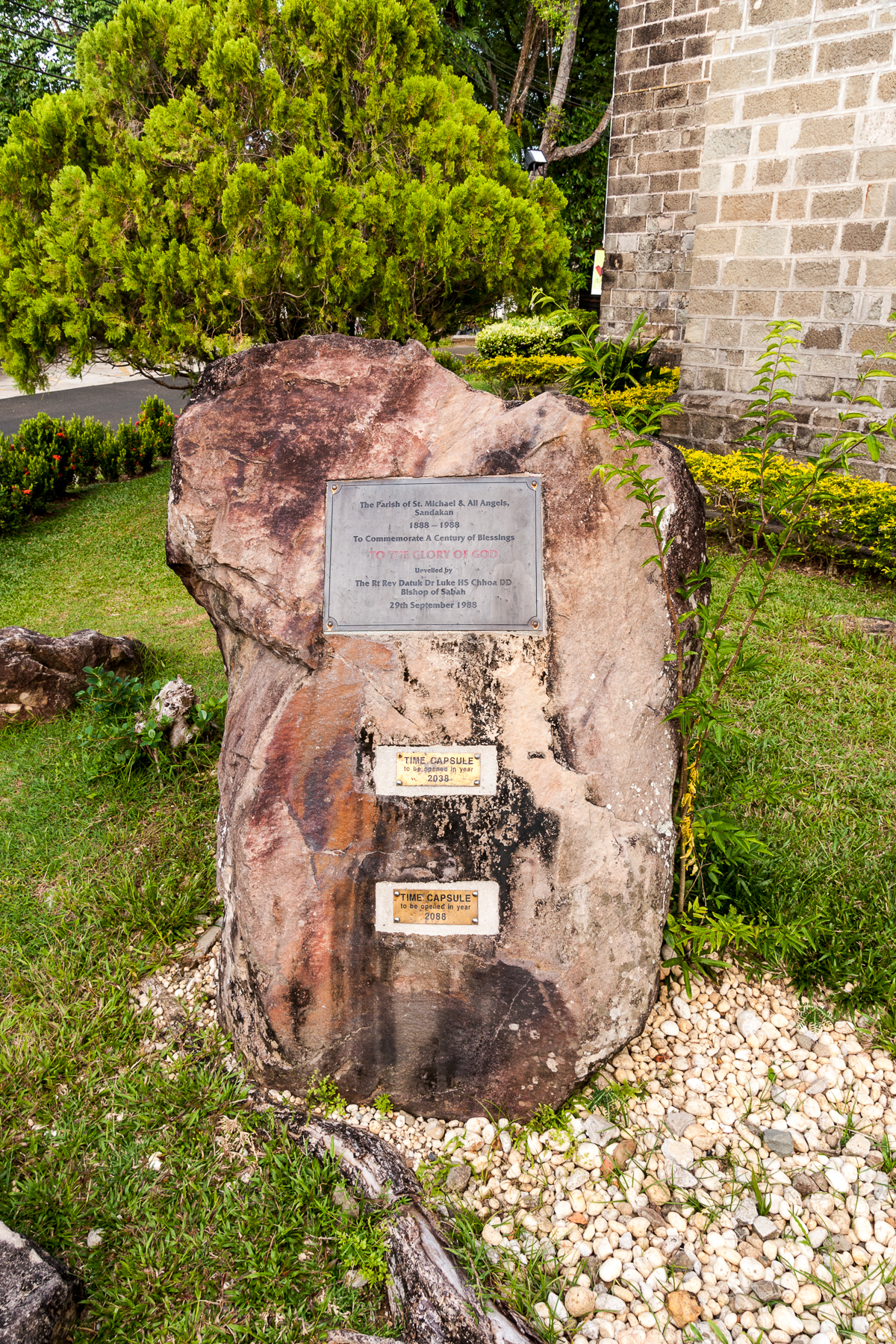
Gedenkstein zum 100-jährigen Bestehen der Kirchengemeinde. In der unteren Hälfte befinden sich zwei Zeitkapseln.

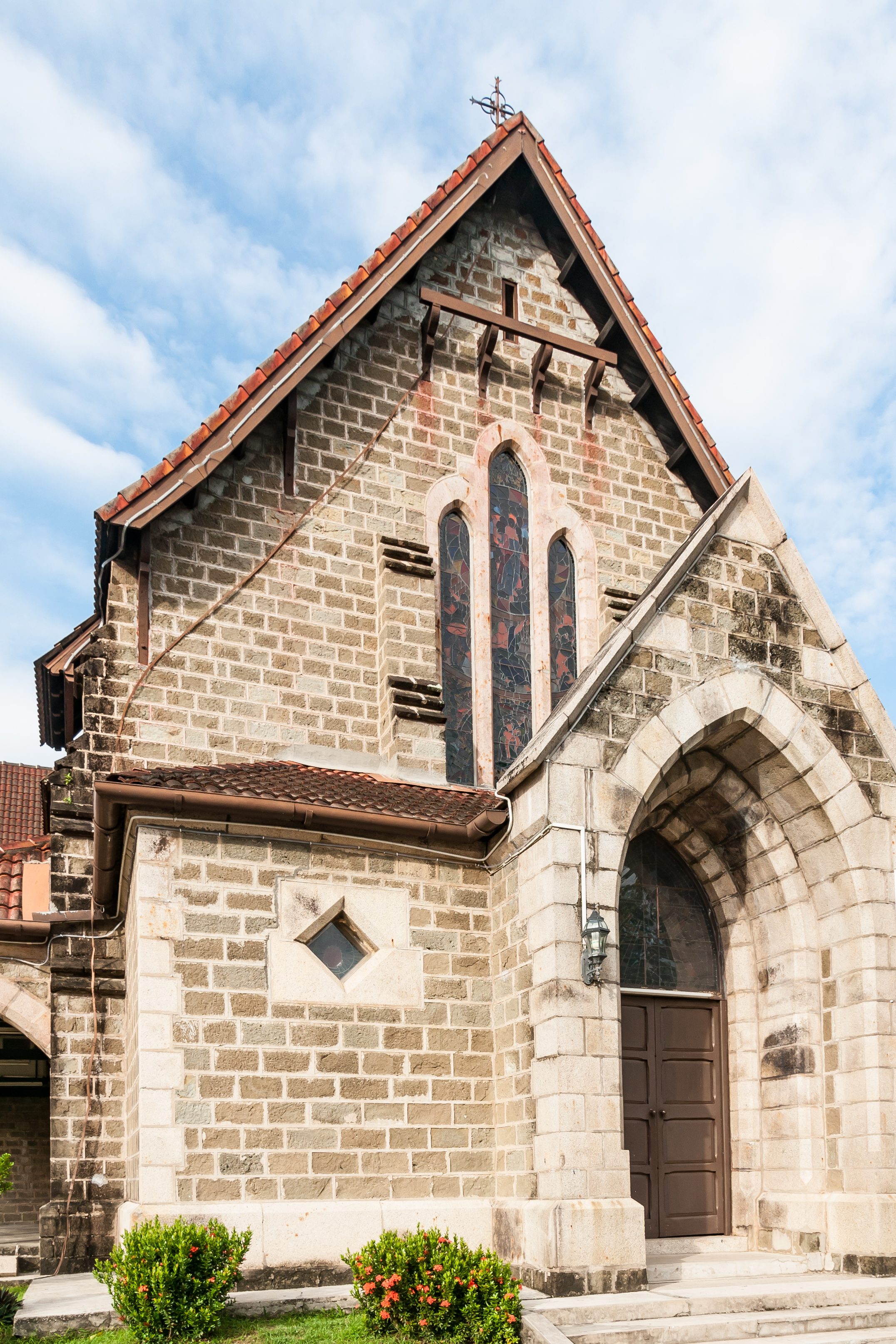
Das 1925 geweihte Portal

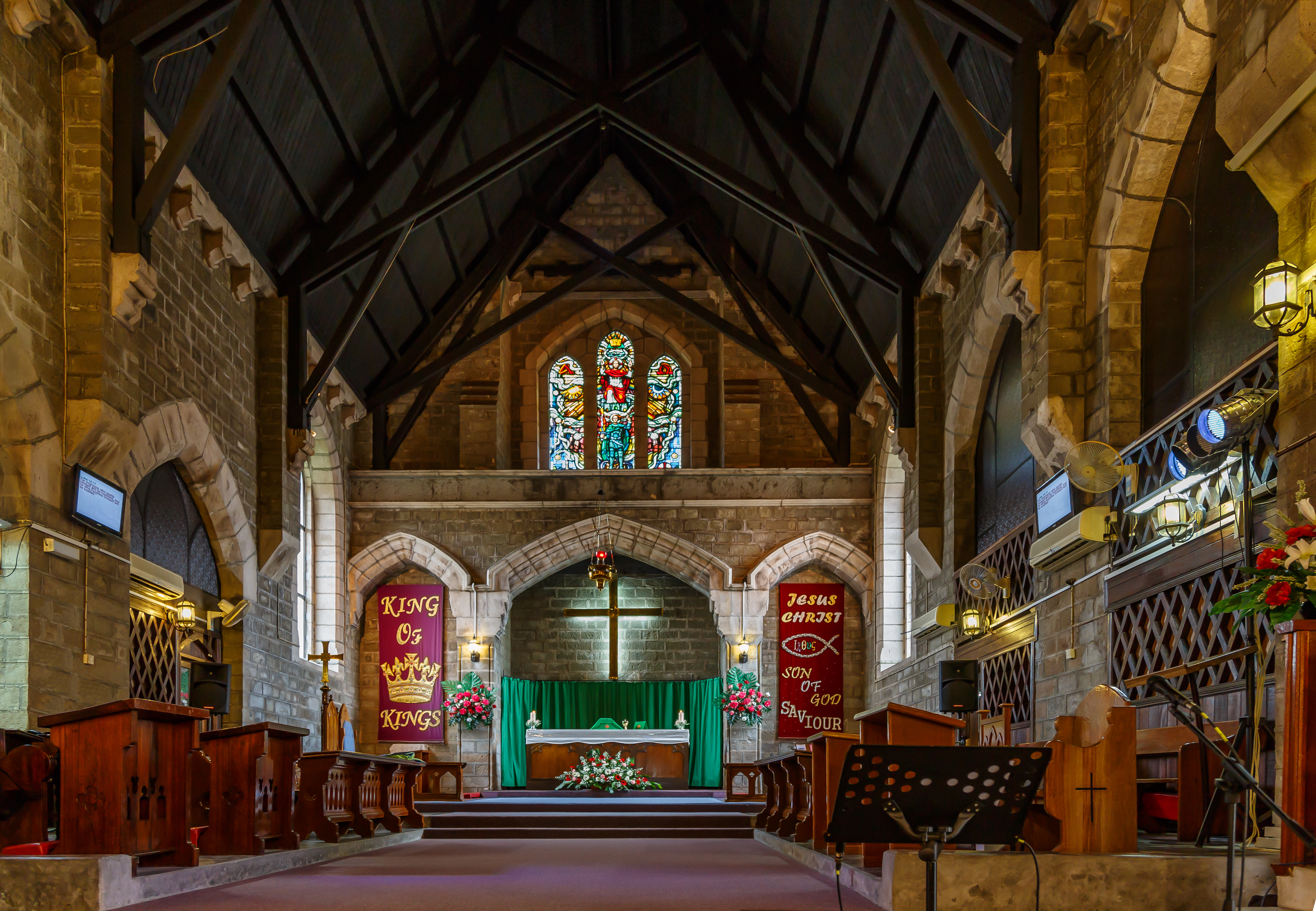
Das Innere der Kirche

St. Michael’s and All Angels Church oder kurz St. Michael ist eine anglikanische Kirche in der malaysischen Stadt Sandakan im Bundesstaat Sabah im Norden Borneos. St. Michael ist die älteste Steinkirche Sabahs. Der Anstoß zum Bau der Kirche geht auf den Geistlichen William Henry Elton zurück, der auch als Gründer der neben der Kirche stehenden St. Michael’s School gilt.
Die Kirche ist außerdem Teil des Sandakan Heritage Trails, einem „Denkmalpfad“, der die historischen Sehenswürdigkeiten Sandakans verbindet.

## Geschichte
Nach der Vereinnahmung Nordborneos im Jahr 1881 durch die North Borneo Chartered Company wuchs bei den zumeist britischen Angestellten der Wunsch nach einer eigenen Kirche und einem anglikanischen Priester. Anfangs wurden die Messen von Laien in einem freistehenden Raum im Colonial Secretary’s House durchgeführt; sofern anwesend, übernahm diesen Dienst der ranghöchste Regierungsbeamte, Gouverneur William Hood Treacher. William Burgess Pryer, Gründer von Sandakan und selbst aktiver Laie, schrieb bereits im Januar 1883 einen Bittbrief an das Oberhaupt der anglikanischen Kirchengemeinschaft, den Erzbischof von Canterbury. Es dauerte jedoch bis Ende 1884, bis eine Visitation durch Erzbischof Benson durchgeführt wurde. Mitte 1888 erreichte Sandakan die Nachricht, dass Reverend William Henry Elton als Priester für Sandakan berufen wurde.
Elton traf am 2. September 1888 in Sandakan ein. Von Gouverneur Charles Vandeleur Creagh hatte er die Vollmacht bekommen, ein unbebautes Stück Land für den Bau einer Missionsstation auszuwählen. Assistiert von Von Donop erkundete er in den folgenden Wochen den dicht an die Stadt grenzenden Dschungel und fand schließlich ein zwei Hektar großes Grundstück, das ihm für den Bau einer vorläufigen Kirche mit zugehörigem Vikariat, einer Schule für Jungen, einer Schule für Mädchen und den notwendigen Nebengebäuden geeignet schien. Sein Plan wurde am 5. Oktober 1888 einstimmig angenommen.
Die Geschichte des Kirchengebäudes ist gleichzeitig die Geschichte des ersten vollständig aus Steinen erbauten Gebäudes in Sabah. Von der Grundsteinlegung am 29. September 1893 durch Gouverneur Creagh an dauerte es mehr als 30 Jahre bis zur Fertigstellung.
Als die Pläne des neuseeländischen Architekten B. W. Mountfort in Sandakan eintrafen, ließ Elton vom Bauingenieur der Stadt die Ausführungen in verschiedenen Baumaterialien prüfen. Die Expertise lautete, dass die Verwendung von Eusideroxylon zwageri (Borneo-Belian) die Baukosten erheblich in die Höhe treiben würde. Eine Ausführung in Ziegelbauweise wiederum würde der Schönheit des Entwurfs nicht gerecht werden, so dass man sich schließlich auf einen Bau aus Steinquadern verständigte. Während die weiße Steine, die die Fenster und Türen schmücken, aus Hongkong importiert wurden, stammten die dunkleren Steine aus einem Steinbruch im nahen Kampong Buli Sim Sim, wo sie von Häftlingen umgerechnet zu einem Preis von etwa 1,50 Straits-Dollar pro Kubikmeter gehauen wurden. Einer der Steinquader mit 30 Zentimeter Kantenlänge wog ungefähr 63 Kilogramm.
Am 30. September 1906, dem Michaelistag, wurden das Haupt- und das Querschiff geweiht. Das westliche Portal als Haupteingang der Kirche war zu diesem Zeitpunkt noch nicht vollendet und wurde erst im Jahr 1925 geweiht – 32 Jahre nach Baubeginn. Die Kirche entging den Zerstörungen des Zweiten Weltkriegs und ist bis heute eines der wenigen historischen Steingebäude Sabahs. Die farbigen Bleiglasfenster wurden zur Erinnerung an das 60. Jubiläum zum Ende des Zweiten Weltkriegs von Australiern gestiftet.

## Gedenkstein
An der nordwestlichen Ecke der Kirche wurde 1988 ein Gedenkstein aufgestellt, der an das 100-jährige Jubiläum der Kirchengemeinde erinnert. Auf dem Stein ist eine Metalltafel angebracht mit der Inschrift:
| The Parish of St. Michael & All Angels, Sandakan 1888–1988 To Commemorate A Century Of Blessings TO THE GLORY OF GOD Unveiled by The Rt Rev Datuk Dr Luke HS Chhoa DD Bishop of Sabah 29th September 1988 |

Unterhalb der Gedenktafel sind zwei Zeitkapseln eingelassen, die im Jahr 2038 und 2088 zu öffnen sind.

## Pfarrer und Priester von St. Michael
Seit der Gründung der Kirchengemeinde im Jahr 1888 wirkten folgende Personen als Pfarrer (rector ecclesiae) und Priester an St. Michael:
| William Henry Elton              | 1888–1912        |
| Henry J. Edney                   | 1897–1901        |
| Thomas C. Alexander              | 1913–1926        |
| Robert J. Hichock                | 1914–1918        |
| Bernard AM. Mercer (Archidiakon) | 1926–1939        |
| Stanley M. Collier               | 1928–1929        |
| Sung Khi Fong                    | 1930–1933        |
| James Paisley                    | 1933–1935        |
| Herbert Cutler                   | 1934–1938        |
| Reuben Henthorne                 | 1936–1945        |
| Sung Khi Fung                    | 1939–1946        |
| Denis A W. Brown                 | 1938–1945        |
| Arthur J. Sparrow                | 1947–1948        |
| Noeman C. Bowron                 | 1948–1949        |
| Frank Lomax (Kanoniker)          | 1950–1962        |
| Vun Nen Vun                      | 1954–1956        |
| James Hui To Kan                 | 1958–1960        |
| Arthur J. Stally                 | 1962–1965        |
| Kenneth Franklin                 | 1966–1967        |
| Malcolm A. Hughes                | 1967–1970        |
| Shim Hon Sam                     | 1967–1968        |
| Luke Ooi (Archidiakon)           | 1970–1973        |
| Rinson T. K. Lin                 | 1970–1972        |
| Yong Ping Chung (Archidiakon)    | 1973–1985        |
| Koo Tuk Su                       | 1985–1994        |
| Lawrence Victor Green            | 1994             |
| Koo Tuk Su                       | 1995–1996        |
| Dr. Wilfred Chee See Hing        | 1997–Januar 1999 |
| Moses Chin Su Hyun               | April 1999–2006  |
| Clarence Fu                      | 2006–Januar 2010 |
| Chak Sen Fen (Kanoniker)         | Januar 2010–     |